# Центаврійський прилад
«Центаврійський прилад» (англ. The Centauri Device) — третій роман англійського письменника М. Джона Гаррісона. Роман, спочатку задуманий як «антикосмічна опера», зрештою зробить значний внесок у відродження піджанру та вплине на твори пізніших авторів, таких як Ієн Бенкс і Аластер Рейнолдс.

## Сюжет
Гаррісон сказав, що книга порушує те, що було головним принципом космічної опери, а саме те, що головний герой відіграє активну роль у розвитку сюжету, що всесвіт зрозумілий людям і що всесвіт є антропоцентричним Ці упередження все ще були поширені в більш літературних космічних операх того часу, таких як «Нова» Семюела Р. Ділейні (яку Гаррісон описав як «дуже читабельну, але зрештою незадовільну»), і, з точки зору тону, роман Гаррісона більше наближається до нетрадиційних змін жанру «Зірки — мета моя» Альфреда Бестера та «Парадоксальні люди» Чарльза Л. Гарнесса, з похмурим космічним світоглядом під впливом «Зоряного вірусу» Баррінгтона Дж. Бейлі..
Головний герой, Джон Трак, є пасивним героєм, космічним капітаном у 2367 році, який відправляє наркотики, коли може їх знайти, і законний вантаж, коли не може. Двадцяте століття давно забуте і погано пам’ятається, Леонід Брежнєв і Річард Ніксон описуються як «лорди», а Герман Герінг — як художник. Дайн-поле з’єднує планети й, здається, зливає їх, занепала індустріальна пустка «Хропіння Картера» в Британії зливається з нетрями Джанк-Сіті на Авернусі. Ці світи перебувають у стагнації, контролюються корумпованою політикою, організованою злочинністю та химерною релігією «відкривачів», які бачать «чесність тілесних функцій [як] єдину дійсну хвалу Богу». Ці пейзажі є природним домом для Трака та місцем сховку від генерала Аліси Гау з Всесвітнього уряду Ізраїлю та полковника Гадаффі бен Барка з Об’єднаних Арабських Соціалістичних Республік. (Простежується дуже потужний вплив анархізму в роботах Гаррісона, жодна з цих політичних організацій не має своїх аналогів у двадцятому столітті.)
На Трака полюють через його походження, оскільки він напівкентаврійець (решта його раси була вбита людським бомбардуванням кілька десятиліть тому) і єдина людина, яка може активувати нещодавно знайдений пристрій з Центаври. ОАСР хоче пристрій, оскільки, на їхню думку, це корисний інструмент пропаганди, відкривачі вважають, що це Бог, анархісти-естети (буйна цивілізація космонавтів, які подорожують порожнечею на космічних кораблях, названих на честь творів мистецтва) не знають, що це, але все одно хоче заволодіти ним, у той час як Світовий уряд правильно припустив, що це бомба. Оскільки Пристрій марний без Вантажівки, усі чотири фракції намагаються його вистежити. Не маючи змоги сховатися, він намагається битися, але сили готові вбити тих, хто навколо нього. У розпачі він робить єдиний доступний для нього крок і активує пристрої, знищуючи себе, Сонячну систему та систему Альфа Центавра в Гіперновій.
Епілог покликаний ще більше віддалити читача від тексту, зводячи події у романі лише до «театралізованої розповіді» та пропонуючи різноманітні теорії з цього приводу, які, як він визнає, здебільшого базуються лише на здогадах.

## Відгуки
Роман відіграв важливу роль у формуванні «Нової космічної опери» 1980-х і 1990-х років, надихаючи таких авторів, як Ієн Бенкс. Зокрема, Бенкс прокоментував, що «М. Джон Гаррісон мав би бути мегазіркою, але він, мабуть, не міг би бути таким, оскільки в нього занадто рідкісний смак», а в інтерв’ю Arena SF він назвав «Місто пастелів» (частина послідовності Віріконію) як свою улюблену назву Гаррісона. На Аластера Рейнольдса також вплинула праця Гаррісона, зокрема посилання на «Центаврійський прилад» в його есе «Історії майбутнього», яке пізніше стало післямовою до збірки «Галактична північ». Кен Мак-Лауд згадав, як читав її в 1975 році, спочатку вважаючи, що це буде стандартна космічна пригода, перш ніж його надихнуло на власні пошуки та зрештою писати книги в подібному ключі. Загалом, багато мотивів із роману стали частиною декорацій сучасної космічної опери, зокрема занадто довгі та барокові назви космічних кораблів.
Однак рецензії тих, хто готував критичні огляди робіт Гаррісона, були прохолодними, Джон Клют та Ріс Г'юз називали його найневдалішим романом, хоча і з деякими високими моментами. Вочевидь, найбільшим критиком роману є сам Гаррісон, який у 2001 році в інтерв’ю SF Site описав його як «найгіршу річ, яку я коли-небудь написав».
Девід Прінгл оцінив це як: «Стильна, темна, але нахабна космічна опера, в якій космічні пірати-анархісти, які люблять мистецтво кінця століття, керують космічними кораблями з такими назвами, як «Сплав декадансу» та «Зелена гвоздика». Самосвідоме і літературне, але все ж віртуозне виконання».